# Adama Kéïta
Adama Kéïta (3 maggio 1990) è un calciatore maliano, portiere del Djoliba e della Nazionale maliana.

## Carriera

### Club
Nel 2018 con il Djoliba ha disputato 5 incontri nella Coppa della Confederazione CAF.

### Nazionale
Ha esordito con la Nazionale maliana il 6 agosto 2017 disputando l'amichevole pareggiata 1-1 contro il Senegal.
È stato convocato per disputare la Coppa d'Africa 2019.